# Royal Australian Mint

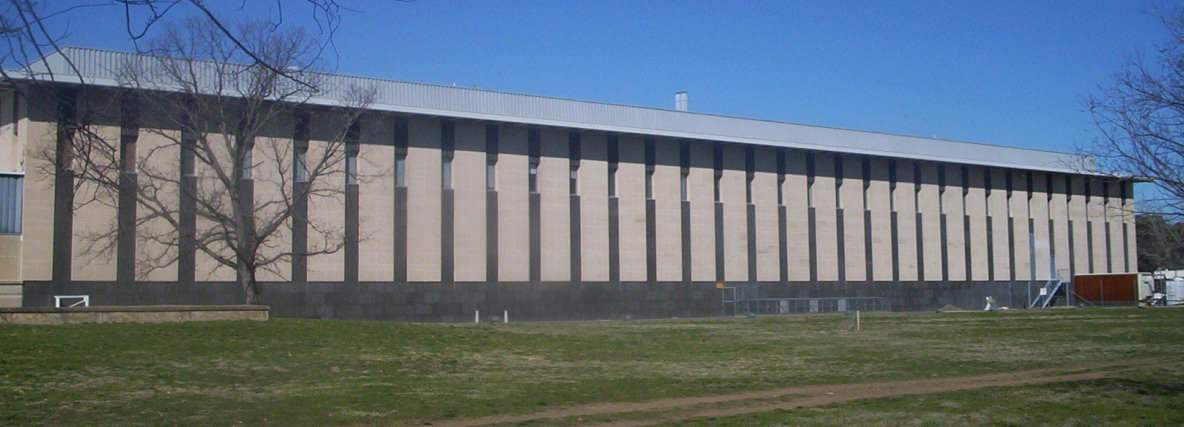
Royal Australian Mint a Canberra.

La Royal Australian Mint è la zecca di stato australiana che produce le monete del dollaro australiano. Inaugurata nel 1965 e situata nella capitale federale, Canberra, nel sobborgo di Deakin.
Prima della sua apertura esistevano diverse zecche della Royal Mint britannica - la Sydney Mint, la Melbourne Mint e la Perth Mint. La Royal Australian Mint è stata la prima zecca in Australia a non dipendere da Londra.
Aperta il 22 febbraio 1965, permise con l'aiuto delle altre zecche della Royal Mint, l'emissione del dollaro australiano, con sistema decimale, dal 1966.